# Karamay
Karamay is een stad met 182.000 inwoners in het noorden van de Chinese autonome regio Xinjiang, niet ver van de grens met Kazachstan, circa 200 kilometer. De stad is gelegen op 400 kilometer ten westen van Ürümqi.

## Geboren
- Tian Ruining (1997), schaatsster